# Bolbitten
Bolbitten mit Kirscheiten war ein Ort im Kreis Heiligenbeil in Ostpreußen. Die Ortsstelle befindet sich heute im Munizipalkreis Rajon Bagrationowsk (Stadtkreis Preußisch Eylau) in der Oblast Kaliningrad (Gebiet Königsberg (Preußen)) in Russland.

## Geographische Lage
Die Ortsstelle Bolbitten liegt im südlichen Westen der Oblast Kaliningrad, elf Kilometer nordöstlich der früheren Kreisstadt Heiligenbeil (russisch Mamonowo) bzw. 40 Kilometer nordwestlich der heutigen Rajonshauptstadt Bagrationowsk (deutsch Preußisch Eylau). Die Stelle der Ortschaft Kirscheiten ist nur 1 Kilometer von der Bolbittens entfernt.

## Geschichte

### Bolbitten (bis 1945)
Bei dem 1249 ersterwähnten kleinen Ort Palpita handelte es sich um einen Gutsort mit mehreren kleinen Gehöften, der nach 1284 Palabitten, nach 1437 Polbitten und nach 1785 Bolbitten hieß. Im Jahre 1874 wurde der Gutsbezirk Bolbitten mit der Ortschaft Kirscheiten in den Amtsbezirk Stuthenen im ostpreußischen Kreis Heiligenbeil aufgenommen. Im Jahre 1910 zählte Bolbitten 145 Einwohner.
Am 30. September 1928 kamen mehrere Veränderungen auf Bolbitten zu: Der Gutsbezirk Bolbitten mit Kirscheiten, aber ohne Exklaven, und der Gutsbezirk Weßlienen (russisch Kunzewo) schlossen sich zur neuen Landgemeinde Bolbitten zusammen, und die Exklave Baumgart des Gutsbezirks Bolbitten und die gleichnamige Exklave der Gutsbezirks Weßlienen wurden in die Landgemeinde Schönrade im Amtsbezirk Jäcknitz (russisch Usornoje) umgegliedert, und noch gleichen Datums kam die Exklave Mükühnen (russisch Moskowskoje) des Gutsbezirk Bolbitten und die Exklave Wangnieskeim von Wolittnick in die Landgemeinde Wolittnick (russisch Primorskoje) im Amtsbezirk Balga eingefügt.
Doch damit nicht genug: am 12. Juli 1929 wurde der Ortsteil Weßlienen der Landgemeinde Bolbitten aus dem Amtsbezirk Balga in den Amtsbezirk Stuthenen umgegliedert, und am 13. September 1929 schließlich wurde der Amtsbezirk Stuthenen in „Amtsbezirk Wolittnick“ umbenannt.
Die solcher Art veränderte Landgemeinde Bolbitten zählte im Jahre 1933 278 Einwohner, im Jahre 1939 waren es 228.

### Kirscheiten (bis 1945)
Geographische Lage von Kirscheiten

1412 fand der große Hof Kirsiethen erstmals urkundliche Erwähnung. Es handelte sich dabei um ein Vorwerk zum Gut Bolbitten, das nach 1437 Kresieitten, nach 1507 Kärscheinen, nach 1575 Kirschietten, nach 1620 Kirscheiden, nach 1678 Kirschaiten, nach 1785 Kirschegten und vor 1820 Kirscheiten hieß. Kirscheiten war ein Wohnplatz von Bolbitten, das bis 1945 zum Amtsbezirk Stuthenen bzw. Wolittnick (russisch Primorskoje) im Kreis Heiligenbeil in Ostpreußen gehörte und 1928 von einem Gutsbezirk in eine „Landgemeinde“ umgewandelt wurde.

### Bolbitten und Kirscheiten (nach 1945)
In Kriegsfolge wurde 1945 das nördliche Ostpreußen an die Sowjetunion abgetreten. Das betraf nun auch Bolbitten mit Kirscheiten. Über die weitere Geschichte der Orte ist jedoch nichts bekannt, weder ob sie einen russischen Namen bekamen, noch ob sie nach 1945 einem Dorfsowjet zugeteilt wurden. Anders als mehrere Nachbarorte, von deren Bevölkerung berichtet wurde, gibt es diesbezüglich von Bolbitten und Kirscheiten keinerlei Nachrichten. Es ist fragwürdig, ob die Orte überhaupt noch besiedelt worden sind. Heute gelten beide als untergegangen. Ihre Ortsstellen liegen im Gebiet des Rajon Bagrationowsk (Stadtkreis Preußisch Eylau) in der russischen Oblast Kaliningrad (Gebiet Königsberg (Preußen)).

## Religion
Bis 1945 war der größere evangelische Teil der Bevölkerung Bolbittens und Kirscheitens in den Sprengel der Kirche Bladiau (russisch Pjatidoroschnoje) in der Kirchenprovinz Ostpreußen der Kirche der Altpreußischen Union eingepfarrt. Die römisch-katholischen Einwohner gehörten zur Pfarrei Heiligenbeil im damaligen Bistum Ermland.

## Verkehr
Die Ortsstelle Bolbittens liegt an einer Nebenstraße, die Pjatidoroschnoje (Bladiau) mit Moskowskoje (Mükühnen) und Primorskoje (Wolittnick) verbindet. Zur Stelle von Kirscheiten führt direkt ein Landweg von Pjatidoroschnoje aus.
Die nächste Bahnstation war vor 1945 Wolittnick und lag an der Preußischen Ostbahn, die von Berlin bis nach Königsberg (Preußen) und darüber hinaus fuhr. Die gleiche Station heißt heute Primorskoje an der Rest-Bahnstrecke Mamonowo–Kaliningrad.